# Isön
Isön är en mindre ö i Sunne distrikt (Sunne socken) i sydvästligaste delen av Östersunds kommun. Ön ligger vid Sannsundets norra del i Storsjön i Jämtland.
Isön är mycket sparsamt bebodd och är en del av Andersöns naturreservat. Vintertid går en isväg från Isön till den närliggande och större Norderön. Övrig tid på året går en färja. På andra sidan förbinds ön med en bro till Skansholmen.